# Hylaeus exiguus
Hylaeus exiguus är en biart som först beskrevs av Carlos Schrottky 1902.  Hylaeus exiguus ingår i släktet citronbin, och familjen korttungebin. Inga underarter finns listade i Catalogue of Life.